# 常田久仁子
常田 久仁子（ときた くにこ、1927年（昭和2年） - 2010年（平成22年）11月3日）（82歳没）は、日本のテレビプロデューサー。

## 来歴
東京府（現：東京都）出身。戦災に遭い、大八車に荷物を載せてトボトボと焼け跡を母親と歩いた。夕焼けがとても美しかったことと、落ち着く先がやたら遠いことだけが思い出に残っており、悲しいことや口惜しいといったことは残っていないと明かす。
1952年に開局の文化放送に入社し、1958年、開局を控えるフジテレビに移籍。ずっと社会教育畑を歩むが、突然、演技畑に配転となる。スタッフや出演者に接すると、つくづく、違う世界に来たことを実感したため、それから3ヵ月、毎日、寄席や他局の公開番組を見に行った。2ヶ月目になって、やっと演技者と客席との交流にも目がいったころ、萩本欽一や三波伸介と出会う。
本来はディレクターが好きなのだが、年功序列でプロデューサーとなり、役員待遇副部長として処遇されるが定年前に退社。フリーのプロデューサーとして千代田企画に移籍し、『欽ちゃんのドンとやってみよう!』（1975年 - 1980年）の制作に限りフジテレビに籍を残しつつ、『三波伸介の凸凹大学校』（1977年 - 1982年）・『アイ・アイゲーム』（1979年 - 1985年）・『TVプレイバック』（1985年 - 1989年）・『クイズ!早くイッてよ』（1989年 - 1992年）等を手掛ける。その後、『はやく起きた朝は…』（2005年 - ）ではエグゼグティブプロデューサーとスーパーバイザーとして携わり、80歳過ぎまで現役で活動した。
2010年11月3日、致死性不整脈のため東京都板橋区内の病院で死去。82歳没。11月26日に都内でお別れ会が行われた。

## 人物
人気バラエティ番組を手掛けた1980年代には、テレビドラマを手掛けるTBSの石井ふく子プロデューサーとともに、テレビ界の二大女性プロデューサーと呼ばれた。
1968年に始まる『お昼のゴールデンショー』（ - 1972年）で初めて仕事をともにした萩本欽一とは、その後も『コント55号の世界は笑う』（1968年 - 1970年）・『欽ドン!』を手掛けており、萩本が恩人と仰ぐ一人である。浅草時代に荒っぽい喋りだった萩本にていねいな言葉遣いをするように注意し、萩本は「『欽ちゃん』のしゃべりは、お常さんがつくってくれたんです」と語っている。また、萩本は「僕が今テレビをやりたいと思うのは、齋藤さん（日本テレビ・齋藤太朗）と常田さんの2人だけ」「常田さんは、いろんなことを言った中から、それをさばいて夢を実現させてくれる人」とも語っている。お別れ会の際にも「浅草から出てきた小汚いタレントを、萩本欽一という別の人間にしてくれた」と、号泣しながら感謝の言葉を述べた。
フジテレビエグゼクティブディレクター（千代田企画社長）の三宅恵介は、番組作りの基本を常田から教わったという。常田から『海外に行って、びっくりする人、探してきて』と命令され、単身エジプトに赴き、1972年4月に始まった『世紀のびっくりショー』に出演するアクロバット芸人を見つけてきた。22歳の時だという。

## 手がけた番組

### フジテレビ時代
(※)は千代田企画移籍後にフジテレビ所属として手掛けた番組。
- お昼のゴールデンショー（1968年 - 1972年）
- コント55号の世界は笑う（1968年 - 1970年）
- ラブラブショー（1970年 - 1979年）
- 欽ちゃんのドンとやってみよう!（1975年 - 1980年）
  - 欽ドン!シリーズ(※)（1981年 - 1987年）
- がんばれ!ピンチヒッターショー（1977年）
- 欽ちゃんの9時テレビ(※)（1980年 - 1981年）

他

### 千代田企画時代
- 東京12チャンネル（現・テレビ東京）
  - 三波伸介の凸凹大学校（1977年 - 1982年）
- フジテレビ
  - アイ・アイゲーム（1979年 - 1985年）
  - TVプレイバック（1985年 - 1989年）
  - クイズ!早くイッてよ（1989年 - 1992年）
  - おそく起きた朝は…（1994年 - 2003年）
    - おそく起きた昼は…（2003年 - 2005年）
    - はやく起きた朝は…（2005年 - ）

他